# Kugelstein
Kugelstein är en kulle i Österrike.   Den ligger i distriktet Graz-Umgebung och förbundslandet Steiermark, i den östra delen av landet, 140 km sydväst om huvudstaden Wien. Toppen på Kugelstein är 578 meter över havet.
Terrängen runt Kugelstein är kuperad. Runt Kugelstein är det ganska tätbefolkat, med 124 invånare per kvadratkilometer.. Närmaste större samhälle är Graz, 18,8 km sydost om Kugelstein. 
I omgivningarna runt Kugelstein växer i huvudsak blandskog.